# Chromocryptus poecilma
Chromocryptus poecilma är en stekelart som först beskrevs av Porter 1967.  Chromocryptus poecilma ingår i släktet Chromocryptus och familjen brokparasitsteklar. Inga underarter finns listade i Catalogue of Life.